# Kwame Brathwaite
Kwame Brathwaite (1. ledna 1938 – 1. dubna 2023) byl americký fotožurnalista a aktivista známý popularizací fráze Black is beautiful (Černá je krásná) a dokumentováním života a kultury v Harlemu a Africe.

## Životopis
Kwame Brathwaite se narodil 1. ledna 1938 a vyrůstal v New Yorku u rodičů přistěhovalců z Barbadosu, kteří zaznamenávali kulturní, politický a sociální vývoj Harlemu, Afriky a africké diaspory. Jako chlapec na počátku 50. let byl zapsán na Uměleckoprůmyslovou školu (dnes Střední umělecko-průmyslová škola).
Se svým starším bratrem Elombem Brathem založil Brathwaite v roce 1956 společnost African Jazz Art Society and Studios a Grandassa Models v roce 1962.
Brathwaite zemřel 1. dubna 2023 ve věku 85 let.

### SoutěžNaturally
Dne 28. ledna 1962 uspořádal Brathwaite se svým bratrem Elombe Brathem přehlídku Naturally '62, první ze série soutěží, na kterých se objevily pouze černé modelky. Soutěž z roku 1962 má název Originální africká účesová a módní extravaganza navržená k obnovení naší rasové hrdosti a standardů. Konalo se v Harlem Purple Manor, nočním klubu na East 125th Street, pomohlo k popularizaci fráze „Black Is Beautiful“, která byla vytištěna na plakátu soutěže. Soutěže Naturally probíhaly pět let, přičemž poslední se konala v roce 1966.
V 60. letech se jeho práce objevily také v New York Amsterdam News, The City Sun a The Daily Challenge. Fotografoval koncerty Stevieho Wondera, Boba Marleyho, Jamese Browna a Muhammada Aliho.
V roce 2017 byl Brathwaite oceněn na 75. Aperture Gala.

## Výstavy
- Black Is Beautiful: The Photography of Kwame Brathwaite, pořadatel: Aperture Foundation (2019)[18]
- Icons of Style: A Century of Fashion Photography, Muzeum umění Houston (2019)[19]
- Nástroje revoluce: Módní fotografie a aktivismus, Houston Center for Photography (2020)[20]
- Boj pokračuje, vítězství je jisté, Philip Martin Gallery (2020)[21]
- Facing Forward: Photographic Portraits from the Collection, Santa Barbara Museum of Art (2021)[22]
- Changing Times, Philip Martin Gallery (2021)[23]
- My Village/New York, Philip Martin Gallery (2022)[24]